# Pó de diamante

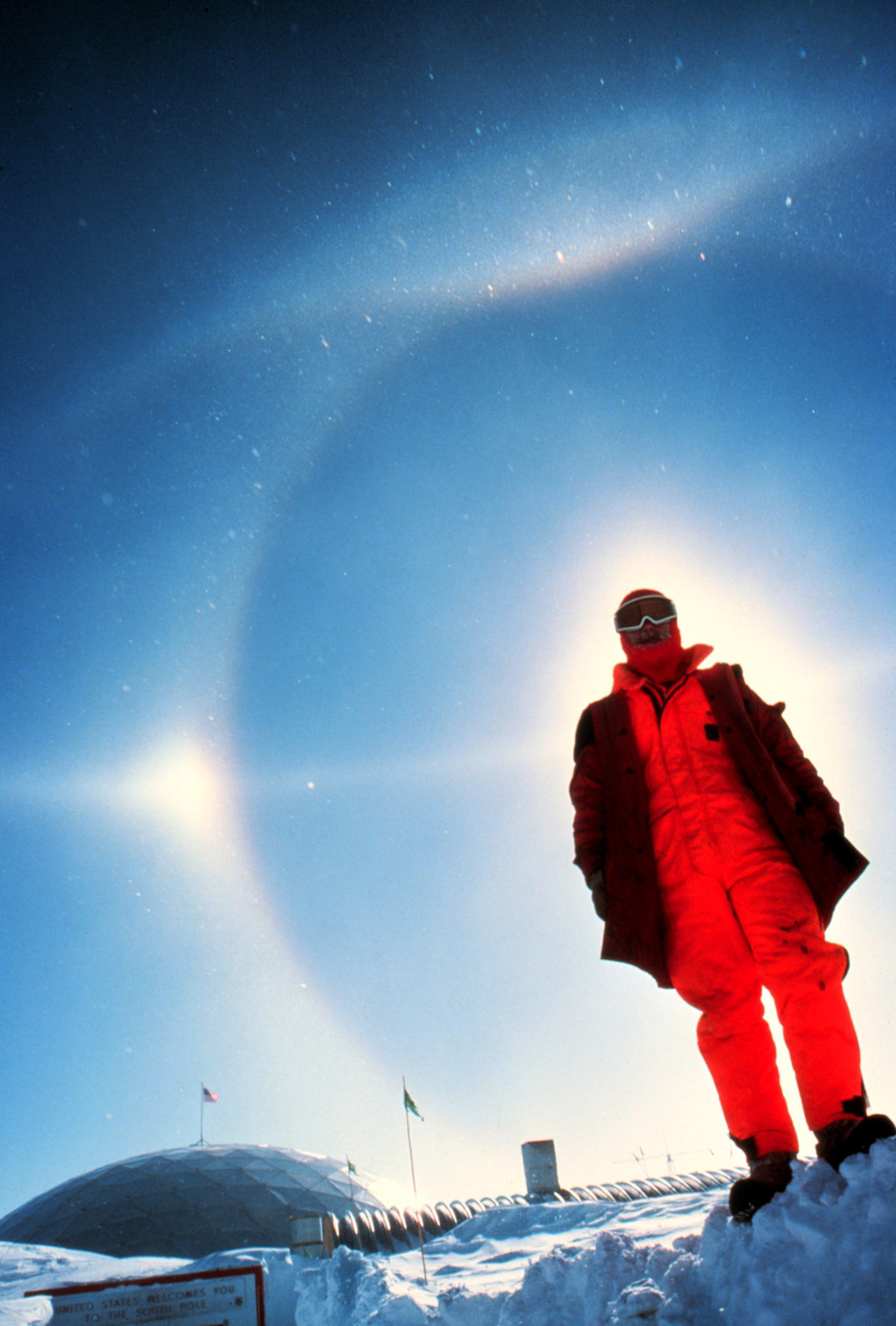
Foto onde se observa o parélio, o pó de diamante são os pontos refletivos

Pó de diamante é o fenômeno meteorológico que ocorre com frequência nas regiões polares e em regiões montanhosas de latidudes mais elevadas. É formado por cristais de gelo muito finos, também conhecidos como prismas de gelo, que cintilam ao refletir a luz do Sol.

## Na cultura popular
No  mangá e no anime Saint Seiya (Cavaleiros do Zodíaco, no Brasil), os cavaleiros do gelo, Hyoga de Cisne, Camus de Aquário, Cristal e Dégel de Aquário utilizam um golpe com o mesmo nome deste fenômeno. Trata-se de uma rajada de energia fria que transforma os átomos ao seu redor em cristais de gelo que são desferidos contra o oponente envolvendo-o em uma tempestade mortal de cristais de gelo. O golpe é uma herança dos antigos cavaleiros do gelo e a técnica básica de todos eles.[carece de fontes?]
No mangá e no anime Inazuma Eleven (Super Onze, no Brasil), há uma equipe do Instituto Alien que possui o mesmo nome deste fenômeno. A equipe Pó de Diamante apareceu pela primeira vez no episódio 53. Essa equipe, assim como o nome, possui técnicas de gelo e neve é uma equipe muito forte do Inazuma Eleven 2, e, apos o término do jogo ela só voltou junto com a equipe Prominence formando a Chaos, e, na temporada seguinte ambos os capitães das duas equipes, Gazel/Suzuno (Pó de diamante) e Burn/Nagumo (Prominence), juntaram-se ao líder da equipe Zeus Aphodi e outros jogadores da Coréia formando o Dragão de Fogo.[carece de fontes?]